# Retiometra alascana
Retiometra alascana is een haarster uit de familie Antedonidae.
De wetenschappelijke naam van de soort werd in 1936 gepubliceerd door Austin Hobart Clark.